# دويدة (موقع أثري)
دويدة؛ هو موقع أثري بالقرب من الجعرانة من وادي سرف (النوارية) في منطقة مكة المكرمة غرب المملكة العربية السعودية.

## الآثار
يتواجد بموقع دويدة جبل أحدب نقش على صخوره أكثر من عشرين نقشًا متنوعًا ما بين خط البادية (الثمودي) و الخط الحجازي الذي يعود إلى القرون الهجرية الثلاثة الأولى وقد وردت في النقوش أسماء شخصيات من أسرة واحدة هي أسرة ابن خنيس، كما تم العثور في نفس الموقع على رسوم حيوانية و أشكال هندسية متنوعة تعود لفترة ما قبل الإسلام.